# Condado de Weston (Wyoming)
El condado de Weston (en inglés: Weston County) fundado en 1890 es un condado en el estado estadounidense de Wyoming. En el 2000 el condado tenía una población de 6.644 habitantes en una densidad poblacional de una persona por km². La sede del condado es Newcastle.

## Geografía
Según la Oficina del Censo, el condado tiene un área total de 6216 km² (2400,0 mi²), de la cual 6211 km² (2398,1 mi²) es tierra y 5 km² (1,9 mi²) (0.09%) es agua.

### Condados adyacentes
- Condado de Crook - norte
- Condado de Lawrence - noreste
- Condado de Pennington - este
- Condado de Custer - sureste
- Condado de Niobrara - sur
- Condado de Converse - suroeste
- Condado de Campbell - oeste

### Carreteras
- U.S. Highway 16
- U.S. Highway 20
- U.S. Highway 85
- Wyoming Highway 116
- Wyoming Highway 450
- Wyoming Highway 585

## Demografía
En el 2000 la renta per cápita promedia del condado era de $$32,348, y el ingreso promedio para una familia era de $40,472. En 2000 los hombres tenían un ingreso per cápita de $34,321 versus $18,640 para las mujeres. El ingreso per cápita para el condado era de $17,366. Alrededor del 9.90% de la población estaba bajo el umbral de pobreza nacional.

## Comunidades
- Newcastle
- Upton
- Hill View Heights
- Osage
- Four Corners